# Yim Wing-chun
Yim Wing-chun  (chinês simplificado: 严咏春; chinês tradicional: 嚴詠春; Cantonês de Yale: Yim4 Wing6Cheun1; pinyin: Yán Yǒngchūn) é uma lendária personagem chinesa, sempre citada nas lendas do Wing Chun como a primeira mestra da arte marcial que leva seu nome. Wing Chun, embora seja um nome de pessoa na língua chinesa, é traduzido literalmente como "canto de primavera", ou pode ser substituído pelo caractere para "eterna primavera".

## Biografia
Existem diferentes versões para a história de Wing Chun, mas a sequência central de eventos é basicamente a mesma. Durante a dinastia Qing, a monja budista shaolin e abadessa Ng Mui (五枚師太) fugiu da destruição do mosteiro Shaolin pelas mãos do governo, o qual acreditava que o mosteiro abrigava revolucionários. Depois de observar a luta entre uma cobra e uma garça, Ng Mui incorporou os movimentos desses dois animais num estilo de kung-fu ainda sem nome.
Posteriormente, Ng Mui passou a arte para a discípula Yim Wing-chun. Esta era conhecida por sua beleza, e ganhava a vida vendendo tofu. Um valentão local tentou forçá-la a casar com ele, mas ela usou a arte para derrotá-lo. Algumas versões dizem que Ng Mui ensinou a arte a Yim Wing-chun especificamente com o propósito de ela se defender do valentão.
Posteriormente, Wing Chun se casou com Leung Bok-chau, um comerciante de sal, que nomeou a arte como Wing Chun Kuen (punho de Wing Chun). Lee (1972) atribui, a Yim Wing-chun, um significativo desenvolvimento da arte, creditando-lhe a criação do exercício chi sao (mãos grudentas). Em seguida, a arte passou pelas mãos de diversos homens, até chegar a Yip Man.

## Linhagem
| Linhagem no Wing Chun  |                                     |
| Sifu                   | Ng Mui; criadora do Wing Chun       |
| Yim Wing-chun (嚴詠春) |                                     |
| Único aluno            | Leung Bok-chau (梁博儔); seu marido |

## Na cultura popular
O filme Wing Chun (1994) retrata a vida de Yim Wing-chun de uma forma bem livre. A protagonista é interpretada por Michelle Yeoh.
Meng e Rudnicki (2006) escreveram uma análise crítica da lenda de Yim Wing-chun.
No filme Kung Fu Wing Chun (2010), Yim Wing-chun foi interpretada por Bai Jing e Leung Bok-chau foi interpretado por Yu Shaoqun.